# Agrypon halpee
Agrypon halpee är en stekelart som först beskrevs av Tohru Uchida 1958.  Agrypon halpee ingår i släktet Agrypon och familjen brokparasitsteklar. Inga underarter finns listade i Catalogue of Life.